# Coll d'ampolla
Coll d'ampolla paraula emprada en enginyeria per referir-se al fenomen que afecta el rendiment o la capacitat d'un sistema sencer per la limitació d'alguns components d'aquest sistema.
Per exemple: en el món de xarxes informàtiques si en un commutador de xarxa hi ha trànsit de dades entrant de 2 Gbps i sortint de només d'1 Gbps el commutador és el coll d'ampolla en aquest punt de la xarxa.